# Kitty Kallen
Kitty Kallen, född Katie Kallen (några källor uppger felaktig(?) Katherine Kalinsky) 25 maj 1921 i Philadelphia, Pennsylvania, död 7 januari 2016 i Cuernavaca, Mexiko, var en amerikansk sångerska. Hon sjöng med ett flertal storband under 1940-talet och gjorde comeback under 1950-talet, då hon också fick sin största hit med låten "Little Things Mean a Lot" 1954. 2009 blev hon invald till "Hit Parade Hall of Fame".

## Diskografi (urval)
Singlar (topp 20 på Billboard Hot 100)
- 1943 – "They're Either Too Young or Too Old" (#2)
- 1943 – "Star Eyes" (#3)
- 1944 – "Bésame Mucho" (#1)
- 1944 – "When They Ask About You" (#4)
- 1945 – "I'm Beginning to See the Light" (#1)
- 1945 – "I Don't Care Who Knows It" (#8)
- 1945 – "I Guess I'll Hang My Tears Out to Dry" (#16)
- 1945 – "Yah-Ta-Ta, Yah-Ta-Ta" (#11)
- 1945 – "11:60 PM" (#8)
- 1945 – "I'll Buy That Dream" (#2)
- 1945 – "It's Been a Long, Long Time" (#1)
- 1945 – "Waitin' for the Train To Come In" (#6)
- 1950 – "Our Lady of Fatima" (#10)
- 1950 – "Juke Box Annie" (#17)
- 1951 – "Aba Daba Honeymoon" (#9)
- 1954 – "Little Things Mean a Lot" (#1)
- 1954 – "In the Chapel in the Moonlight" (#4)
- 1962 – "My Coloring Book" (#18)